# Хакалау (заповедник)
Национальный заповедник Хакалау (англ. Hakalau Forest National Wildlife Refuge — заповедный лес Хакалау) — охраняемая природная территория на Острове Гавайи. Это одно из двух подразделений (вместе с заповедником Кона Форест) который управляется как часть Национального комплекса заповедников дикой природы острова Гавайи (Большого острова). Доступ в заповедник ограничен, поскольку в нём обитает несколько исчезающих видов.

## Описание
Лесной заповедник Хакалау расположен на острое Гавайи в лучшей части сохранившихся природных экосистем влажного тропического горного леса.
- Склоны ниже высоты 1200 метров над уровнем моря получают очень большое количество осадков — 6400 мм ежегодно. В этом районе преобладают болота, папоротниковые и кустарниковые леса, которые расчленены многочисленными глубокими ущельями.
- Количество осадков уменьшается примерно до 3800 мм на высотах более 1400 м, где растёт акация Акация коа и деревья Охиа, которые образуют замкнутый полога леса.
- Дальнейший подъём выше 6000 футов (1800 м), уменьшает количество осадков до 250 mm или меньше, и естественный лес сливается в заброшенные пастбища, где чужеродные травы и сорняки, представленные в качестве корма для скота, являются доминирующей растительностью.

Начиная с 1989 года, более 400 тысяч деревьев коа, и других диких местных растений, которые были посажены в этой области в рамках программы лесовосстановления. Хижина Пуа Акала, расположенная в убежище, была номинирована в Национальный реестр исторических мест в августе 2008 года.
В 1985 году 32 733 акра (132,46575126133 км2) на восточном склоне Мауна-Кеа были созданы лесные участки заповедника Хакалау.
В 1997 году Служба охраны рыбы и дикой природы приобрела дополнительно 5300 акров (21,448339037 км2) земли для создания лесничества на западных склонах Мауна Лоа, на высоте 2000 м Одной из основных целей для создания этого блока было защитить среду обитания Гавайский ворон (Corvus hawaiiensis), которая в настоящее время исчезли в дикой природе. Лесопромышленный комплекс Кона расположен около 23 мили (37 км) к югу от Кайлуа-Кона, координаты 19°22′58″ с. ш. 155°51′05″ з. д.. Район Кона Форест несколько суше, чем район Хакалау.

## Дикая природа и среда обитания

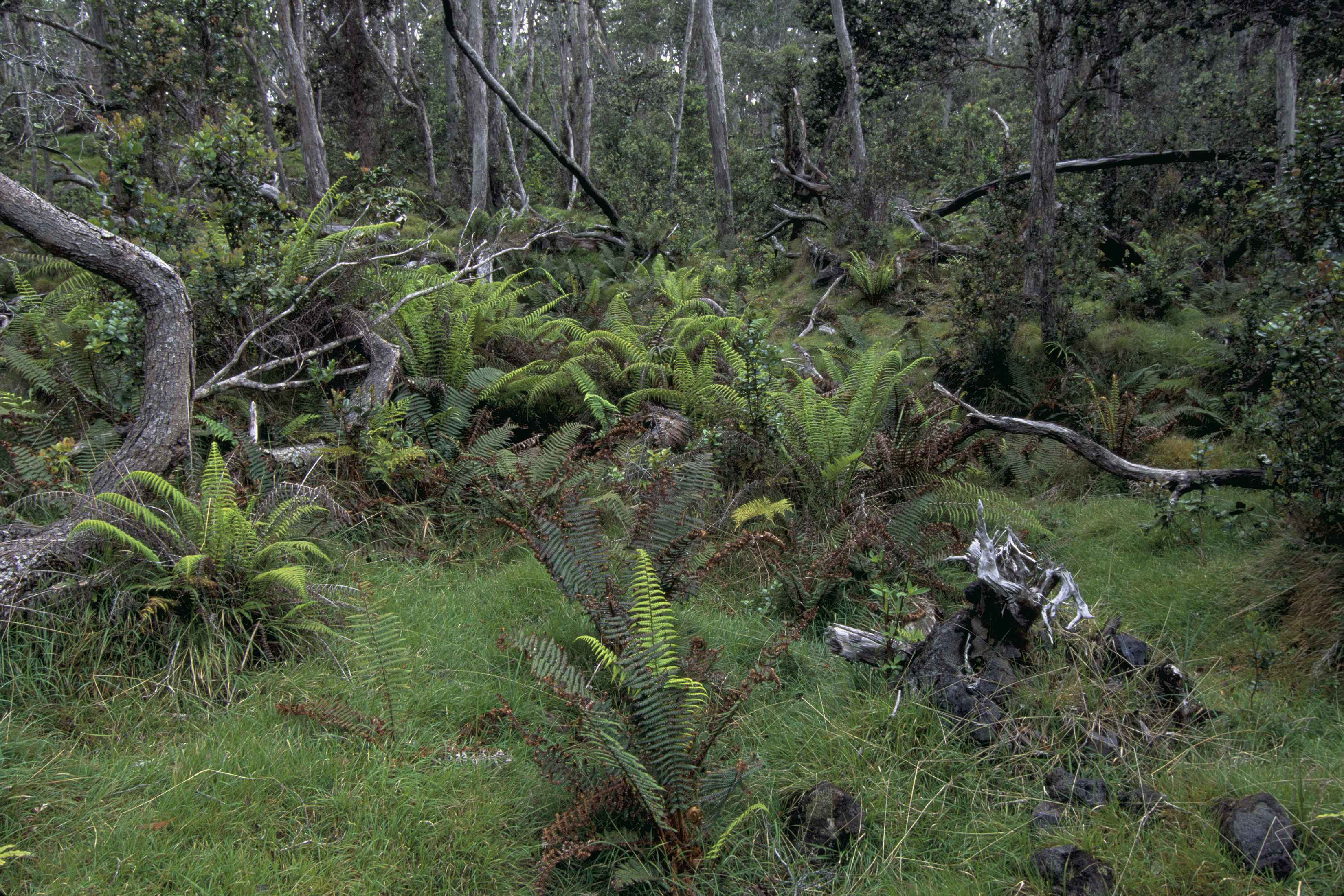
Хакалау

Большая часть естественной среды обитания на Гавайях была ухудшена после прибытия полинезийцев более тысячи лет назад. В конце XVIII века в леса были выпущены крупный рогатый скот, козы и кабаны, и впоследствии были введены сотни дополнительных чужеродных растений, животных и насекомых. Большинство низменных растений, которые сегодня встречаются в виде орхидей, имбиря и плюмерии, являются инопланетными или неродными. Представленные животные, такие как комары, осы, маленькие азиатские мангусты, кошки и крысы, также наносят вред гавайской среде обитания и местным видам.
Выпас скота и свиней привел к замене гавайских растений более конкурентоспособными чужеродными травами и кустарниками в верхних частях леса Хакалау. Ниже это пастбища, родная дерево навес цела, но родной подлесок был заменен чужеродными травами, ежевикой, Passiflora tarminiana и падуб остролистный. Процесс замены местных видов был ускорен созданием пастбищ, перепланировкой бульдозерами, пожарами, а также за счет вырубки деревьев.
Восемь из 14 местных видов птиц, обитающих в Хакалау, находятся под угрозой исчезновения. Тринадцать мигрирующих видов птиц и 20 интродуцированных видов, в том числе восемь охотничьих птиц, а также находящихся под угрозой исчезновения Гавайский седая битой (cinereus semotus) также часто посещают убежище. Двадцать девять редких видов растений известны из убежища и прилегающих земель. Двенадцать в настоящее время перечислены как находящиеся под угрозой исчезновения. У двух находящихся под угрозой исчезновения лобелий есть менее пяти растений, о которых известно, что они существуют в дикой природе.

## Туризм
Только район Верхний Маулуа, заповедника Хакалау, открыт для туризма и наблюдения природы. Все остальные подразделения и природные убежища закрыты. Доступ в Верхний Маулуа разрешен по субботам, воскресеньям и в праздничные дни между восходом и заходом солнца. Каждый посетитель Верхнего Маулуа должен сделать предварительный заказ. Бронирование можно сделать, позвонив в офис Hakalau Forest NWR по крайней мере за неделю до въезда.